# 澳洲運輸安全局
澳洲運輸安全局（英語：Australian Transport Safety Bureau，簡稱：ATSB）是澳洲聯邦政府的國家運輸安全調查機構，負責調查澳洲境內與航空、海運和鐵路相關的事故和事件。ATSB是一個獨立的聯邦政府法定機構，由委員會管理，獨立於運輸監管機構、政策制定者和服務提供者。

## 其他國家
- 國家運輸安全調查委員會（台灣）
- 運輸安全委員會（日本）
- 國家運輸安全委員會（美國）

## 外部連結
- 官方网站